# Manuel José Duarte
Manuel José Duarte, mais conhecido como Manuel Duarte também grafado como Manoel José Duarte (Maceió, 6 de abril de 1858 — Rio de Janeiro, 11 de junho de 1914), foi um médico, professor e político brasileiro.
Foi presidente de Alagoas de 12 de junho de 1897 a 12 de junho de 1899, além de senador de 1900 a 1909 e deputado estadual em 1891.
Foi médico e professor do Liceu Alagoano.
Deu grande apoio ao movimento para a criação do primeiro Bispado de Alagoas, porém, quando foi assinado o Decreto Consistorial ele já não estava mais no Poder.
Para se candidatar a uma vaga a Senador da República, o Dr. Manoel Duarte renunciou ao seu mandato um ano antes do prazo legal, passando o exercício ao vice-governador. Eleito Senador por Alagoas, transferiu-se com a família para o Rio de Janeiro, aonde, anos mais tarde, veio a falecer. Foi casado com Carolina Amélia de Carvalho Duarte com quem teve vários filhos
Governador, senador estadual e federal, professor, médico, jornalista. Filho de Antônio José Duarte da Silva Braga e Maria Margarida da Rocha Duarte Braga. Estudou  na Faculdade de Medicina do Rio de Janeiro. Em 1880 passou a clinicar em Maceió, sendo Diretor de Enfermaria e,posteriormente, Provedor da Santa Casa de Misericórdia ( 1900-1905). Neste último posto dirigiu a construção do Asilo de Mendicidade. Alcançou renome como clínico. Foi, ainda, professor de Física e Ciências Naturais do Liceu de Alagoas, senador estadual ao Congresso Constituinte de AL e presidente do Senado Estadual, tendo sido eleito para as legislaturas 1891-92; 93-94; 95-96 e 97-98. Foi Governador de Alagoas e Senador Federal (1900-1908). Presidente do Diretório do Partido Republicano Federal de Alagoas.  Sócio do IAGA empossado em 27/8/1879. Foi um dos redatores do jornal "A Tribuna".
Obras publicadas: Operações Reclamadas Pelos Cálculos Vesicais Rio de Janeiro, Tip. de Domingos Luiz dos Santos, 1877(dissertação) e três proposições: Do Aborto Criminoso Tese apresentada à Faculdade de Medicina do Rio de Janeiro em 20/8/1877, Rio de Janeiro, Tip. de Domingos L. dos Santos, 1877; (Medicina Legal ), Do Organismo (Anatomia Geral e Patológica) e Do Sangue (Fisiologia), Rio de Janeiro, Tipografia de Domingos Luiz dos Santos, 1878 (tese de doutorado); Discurso Pronunciado em 12 de Junho de 1899 pelo Dr. Manuel José Duarte na Ocasião de Renunciar ao Cargo de Governador do Estado de Alagoas, Maceió, Tip.. Oriental, 1899;
Obrigatoriedade da Vacinação e Revacinação. Discurso do Senador Federal Manuel José Duarte, Senado Federal, Rio de Janeiro, Imprensa Nacional, 1904.
- Comentário  Médico, professor e político, foi presidente (Governador) de Alagoas, de 1897 a 1899, foi também Senador de 1900 a 1909 e Deputado Estadual em 1891. Em sua gestão deu grande apoio para a criação do primeiro Bispado em Alagoas, o que retirava a dependência de Pernambuco. Porém, quando foi assinado o Decreto Consistorial ele não estava mais no poder.
- Ocupação  Médico, professor, Senador e Governador do estado de Alagoas

Está sepultado no jazigo da família no Cemitério de São João Batista no Rio de Janeiro - RJ